# Silvestar III.
Silvestar III., rođen kao Ivan od Sabine, papa od 1045. do godine.